# Nordiques Floorball Club de Tourcoing
 (juin 2016).
Si vous disposez d'ouvrages ou d'articles de référence ou si vous connaissez des sites web de qualité traitant du thème abordé ici, merci de compléter l'article en donnant les références utiles à sa vérifiabilité et en les liant à la section « Notes et références ».
 (octobre 2016).
Maillots
Le Nordiques Floorball Club de Tourcoing ou les Nordiques de Tourcoing est le premier club de floorball à avoir vu le jour dans la région Nord-Pas de Calais. Champion de France de Division 2 lors de la saison 2009 - 2010, en D 1 lors des saisons 2010-2011 puis 2011-2012, Redescendu en D2 en 2012, de nouveau en D1 en 2015.

## Histoire

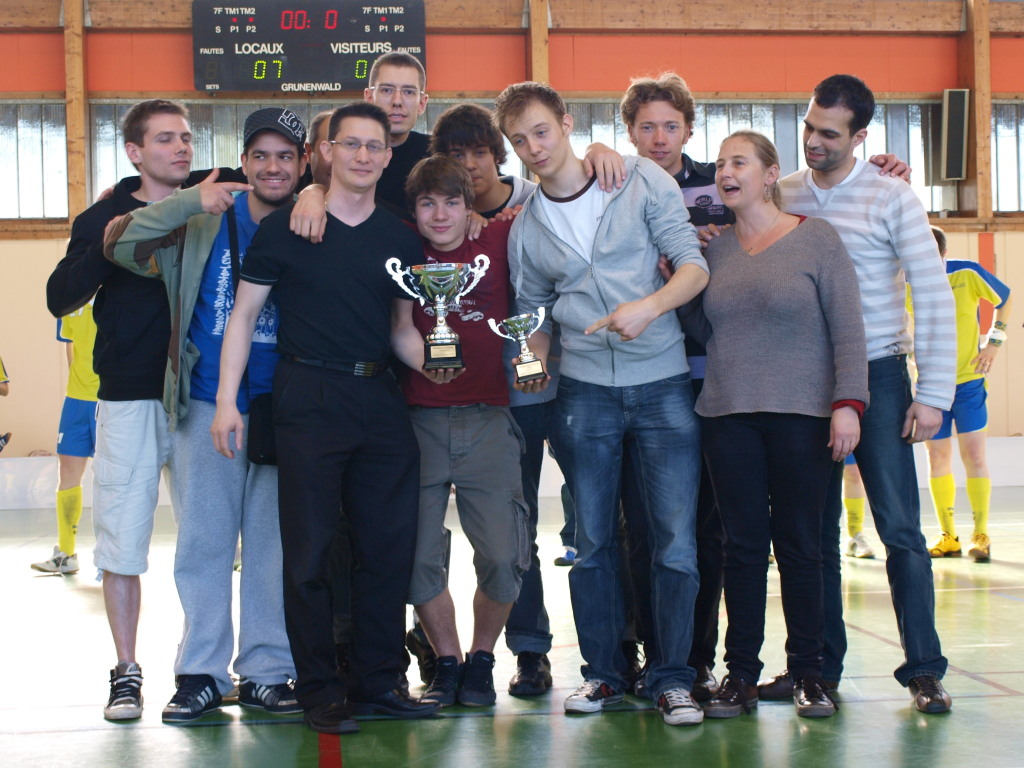
Le Nordiques Floorball Club de Tourcoing, champion de France D2 en avril 2010.

Également appelée « les Nordiques », en référence à l'ancien club de hockey sur glace les Nordiques de Québec, l'association sportive a été créée à l'initiative d'Éric Chevaucherie, professeur de suédois à l'université de Lille 3, en 2004. Après 4 années à la tête du club, Éric Chevaucherie quitte les Nordiques pour intégrer l'équipe du Blizzard d'Ottawa, club de floorball canadien, à la suite d'un déménagement. Il permettra par la suite la rencontre de ces deux clubs à l'occasion du tournoi international de floorball se déroulant à Tourcoing en octobre 2010.
Le deuxième entraîneur de l'histoire des Nordiques, Tony Forsman, a participé énormément au développement du club, notamment au niveau des résultats exceptionnels qu'a pu démontrer l'équipe lors de la saison 2009 - 2010 avec une longue série ininterrompue de 30 matchs sans défaites. Il a d'ailleurs permis aux Nordiques d'acquérir pour la première fois le titre de Champion de France D2. En effet, le 11 avril 2010, le Nordiques FC a remporté le Championnat de France de Floorball D2 2009-2010, à Lyon, après avoir battu en finale les Tigres Grenoblois (5-3), et éliminé les Gladiateurs d'Orléans 8 buts à 2 en demi-finale.
Après 2 années en première division, le club est redescendu en 2e division mais il vient de remonter en 1re division après une saison 2014/2015 exceptionnelle.
Il est partenaire depuis septembre 2008 du Collège Charles de Foucauld à Tourcoing dans lequel on peut pratiquer le floorball. Il est aussi partenaire depuis le 13 mars 2010 de l'UFOLEP (délégation du Nord-Pas-de-Calais). Il initie au floorball dès qu'il lui est possible de le faire, notamment dans les écoles primaires tourquennoises. Son objectif étant de continuer l'œuvre d'Eric Chevaucherie, à savoir le développement du Floorball dans la région.

### Événements
- L'équipe des Nordiques a coorganisé avec la FFFL une seconde édition de l'International de France les 2,3 et 4 novembre 2013.
- Le 30 et 31 août 2014, le NFCT a organisé pour la 5e année consécutive le Tournoi International de Floorball de Tourcoing (TIFT). 7 équipes s'y sont retrouvées. C'est l'équipe d'HSK, finaliste malheureux de l'an dernier qui s'est imposée face au tenant du titre, l'équipe de l'ancien coach des Nordiques Tony Forsman, venu de Suède tout spécialement. L'équipe des Nordiques finit quant à elle à la 6e place.)
- Les 29 et 30 août 2015, le NFCT a organisé son 6e Tournoi International de Floorball de Tourcoing. 10 équipes étaient présentes venant de 7 pays différents. C'est l'équipe tchèque du FB Hurricane qui l'a emporté face à l'équipe suisse du UHC Avry.
- Les 27 et 28 août 2016, lors de la 7e édition du TIFT, l'équipe suisse d'UHC Avry a pris sa revanche !
- La 8e édition du TIFT aura lieu cette fois les 9 et 10 septembre 2017

### Évolution des maillots
Depuis le début de son histoire, le club des Nordiques a connu trois jeux de maillots différents. Les trois maillots respectant les couleurs originelles du club : Rouge, Blanc, Bleu :

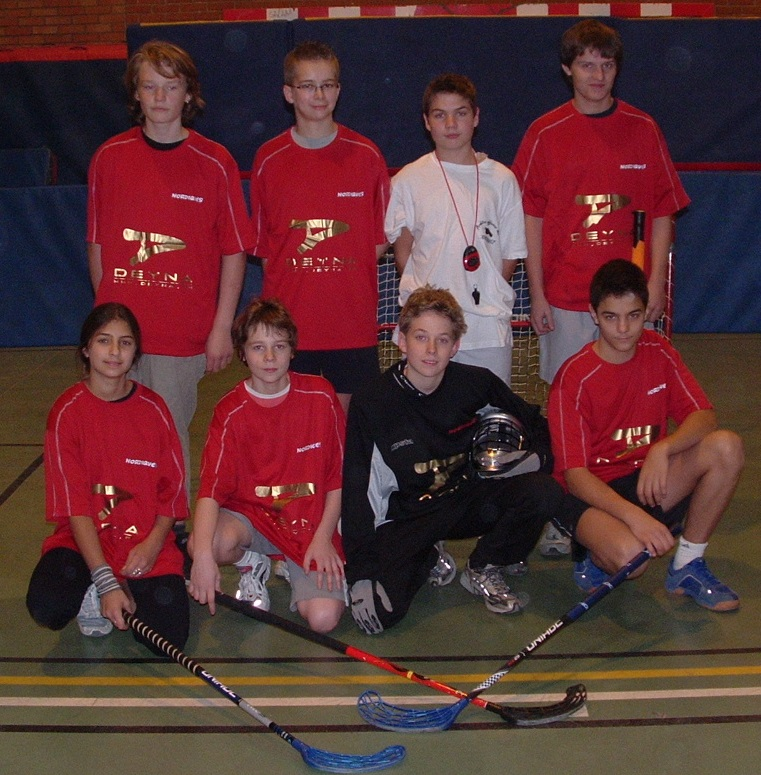
1ers maillots du NFCTourcoing 2006

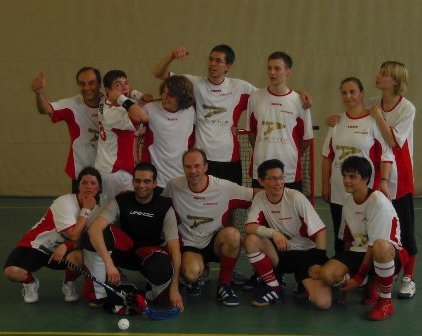
2e maillots du NFCTourcoing 2009

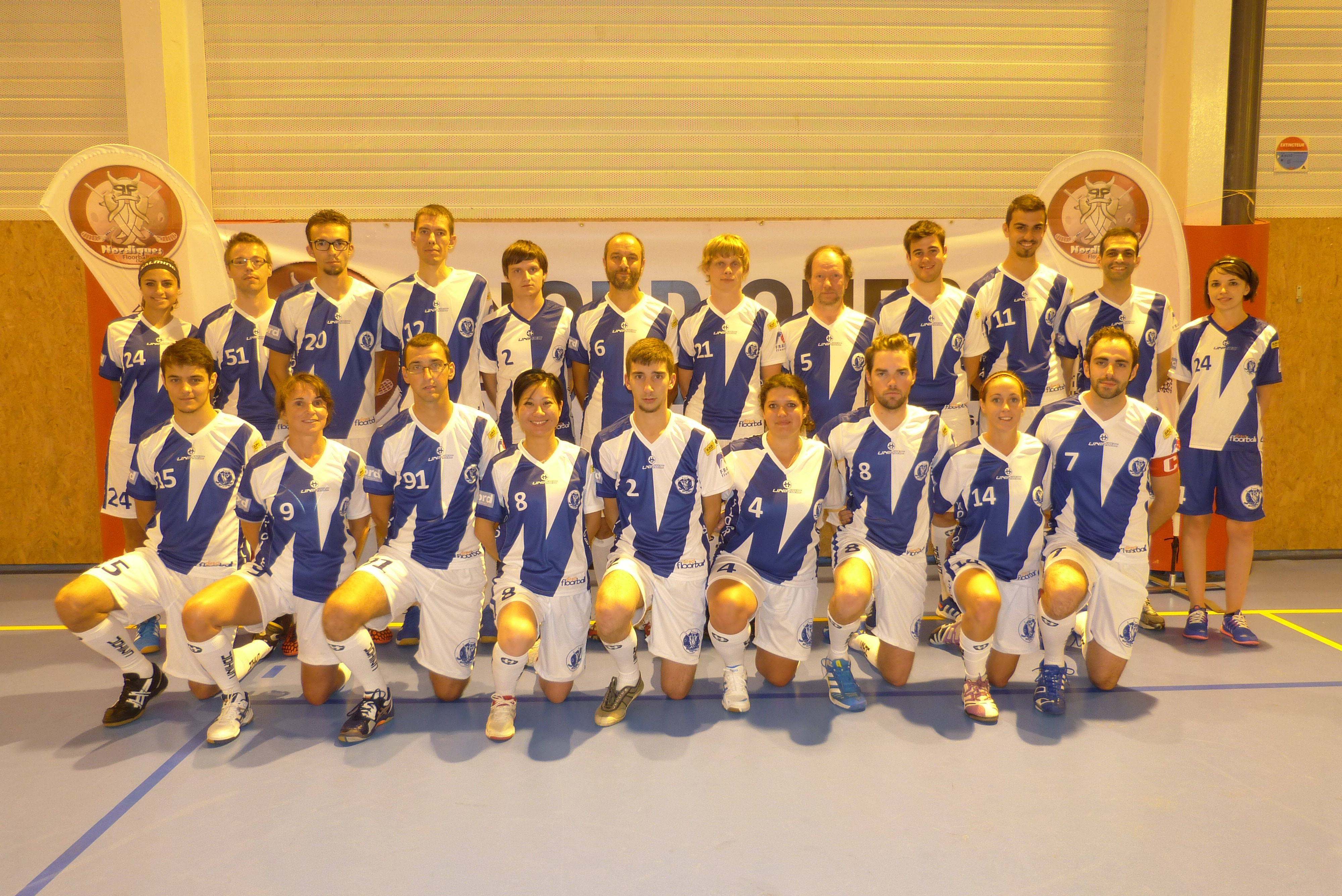
Équipe du NFC Tourcoing septembre 2014

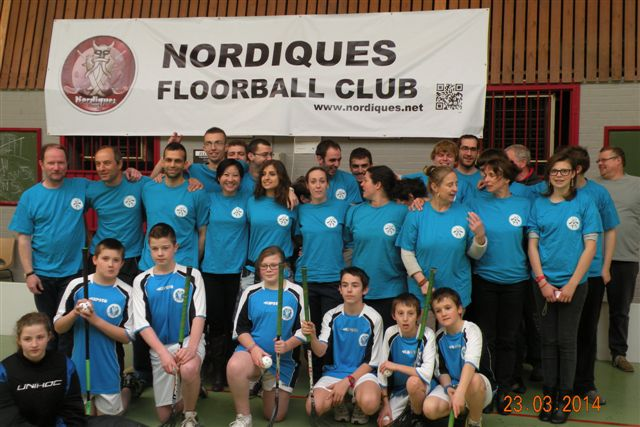
Juniors - Séniors - Bénévoles...

## Compétitions
L'équipe du Nordiques Floorball Club de Tourcoing a inscrit cette année 4 équipes en championnat de France: - en première division - en deuxième division - jeunes U16  -  jeunes U13. L'équipe participe régulièrement au tournoi du casque d'Ambiani(Amiens), au Rouen Springcup et au OFF (Orléans). Elle organise régulièrement des matches amicaux. Elle participe au tournoi d'Amsterdam et organise son TIFT (Tournoi International de Floorball de Tourcoing) tous les ans avant la reprise des championnats.

### Championnat de France
Le tableau ci-dessous rend compte du détail des matchs joués des Nordiques lors du Championnat de France de Floorball pour toutes les saisons auxquelles le club a participé.

### Tournoi International de Floorball de Tourcoing
Le Nordiques Floorball Club organisera les 29 et 30 août 2015 la 6e édition du TIFT (Tournoi International de Floorball de Tourcoing). 12 équipes seront présentes venues de différents pays (Suisse, Suède, Belgique, Luxembourg, Pays-Bas, France, etc. ?). Ce tournoi est arbitré par des arbitres internationaux

### Coupe du Nord
La Coupe du Nord de Floorball est une compétition annuelle entre trois clubs de floorball du Nord de la France et un club belge. L'édition 2009-2010 a été remportée par le Nordiques Floorball Club.    
Les équipes participant à la Coupe du Nord se rencontrent en matchs aller-retour de 3x20 minutes. Deux points sont attribués pour une victoire et un point pour un match nul. Les équipes présentant un même nombre de points sont classées selon les critères suivants, dans l’ordre de prise en compte : différence de but générale, nombre de buts marqués, différence de buts particulière, nombre de buts marqués en confrontations directes, nombre de pénalités de prison, tirage au sort.
À l'issue de ce mini championnat aller/retour, l'équipe terminant à la première place est désignée Vainqueur de la Coupe du Nord de Floorball.
Voici les 4 équipes engagées dans cette compétition pour la saison 2009-2010:
- Les Hoplites d'Ambiani
- Les Renards de la Hulpe
- Les Grizzlys du Hainaut
- Le Nordiques Floorball Club

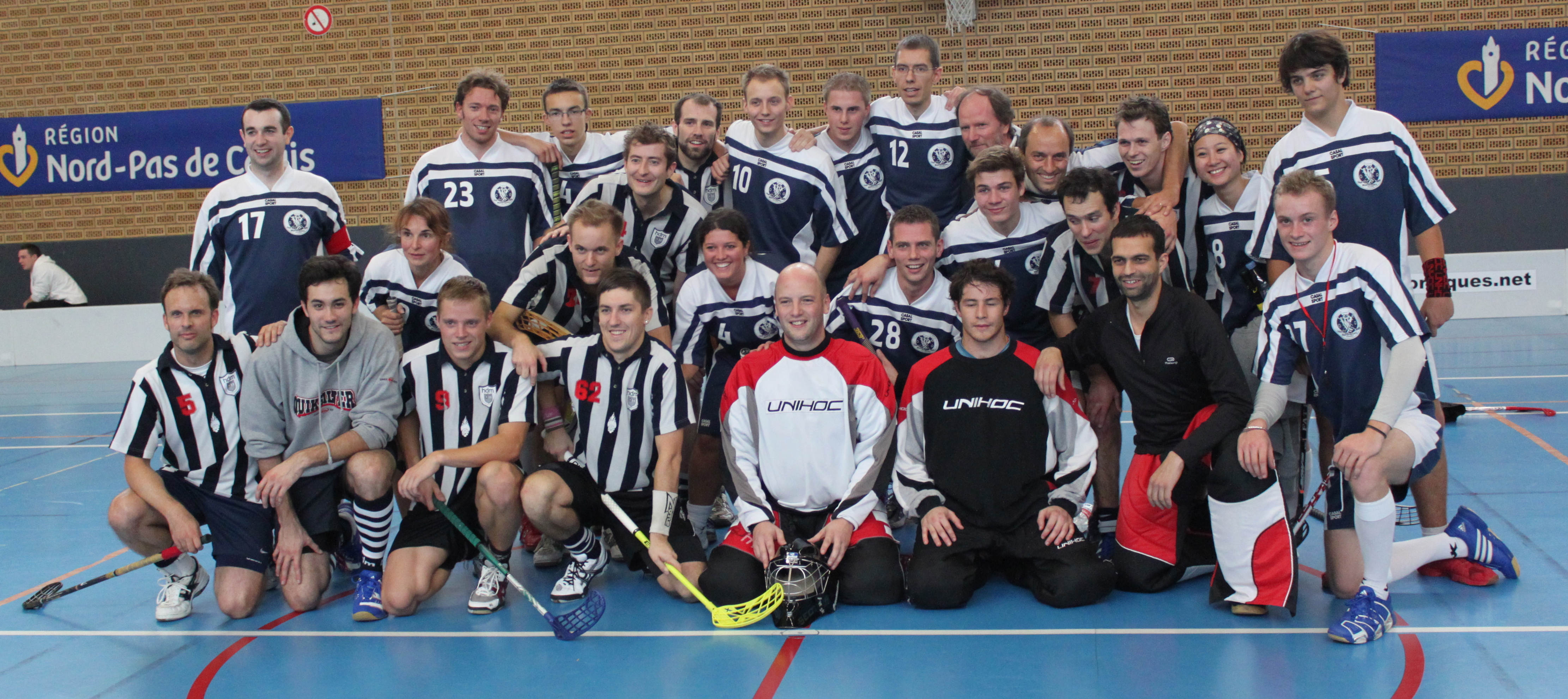
Photo d'équipe des Nordiques et HDM au Tournoi international de floorball de Tourcoing 2010

Il n'y a pas eu de coupe du Nord depuis 2012.

### Open de Quiévrechain
Ce tournoi de Floorball se déroulant aux alentours de Valenciennes se déroule début juin et regroupe 8 équipes. Le Nordiques Floorball Club y participait tous les ans jusqu'à son arrêt en 2012.

### Distinctions
Sélections en Équipe de France
- Simon Moyon : 1 sélection en match amical contre l'équipe nationale de Belgique en 02/2009.
- 8 sélections en 2012-2013 (3 en saison régulière et 5 en Play-Off.)

Équipe Féminine
- Aline Ghékière pour le tournoi Amsterdamned Floorball Tournament en 06/2009 et 06/2010.
- Hélène Moyon pour le tournoi Amsterdamned Floorball Tournament en 06/2010.
- Constance Moyon pour le tournoi Amsterdamned Floorball Tournament en 06/2010.

## Palmarès

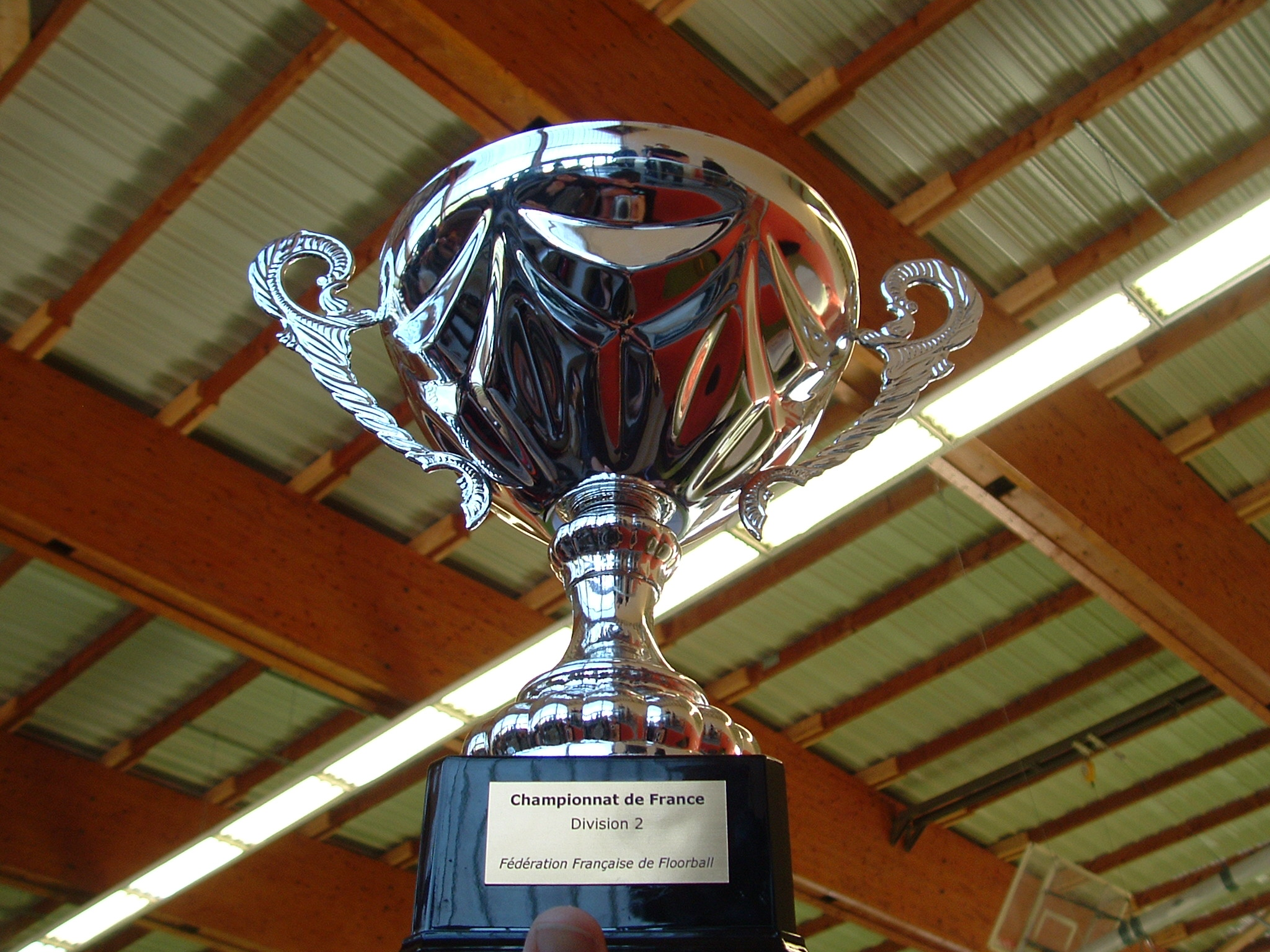
Coupe Champion de France D2

### Récompenses collectives

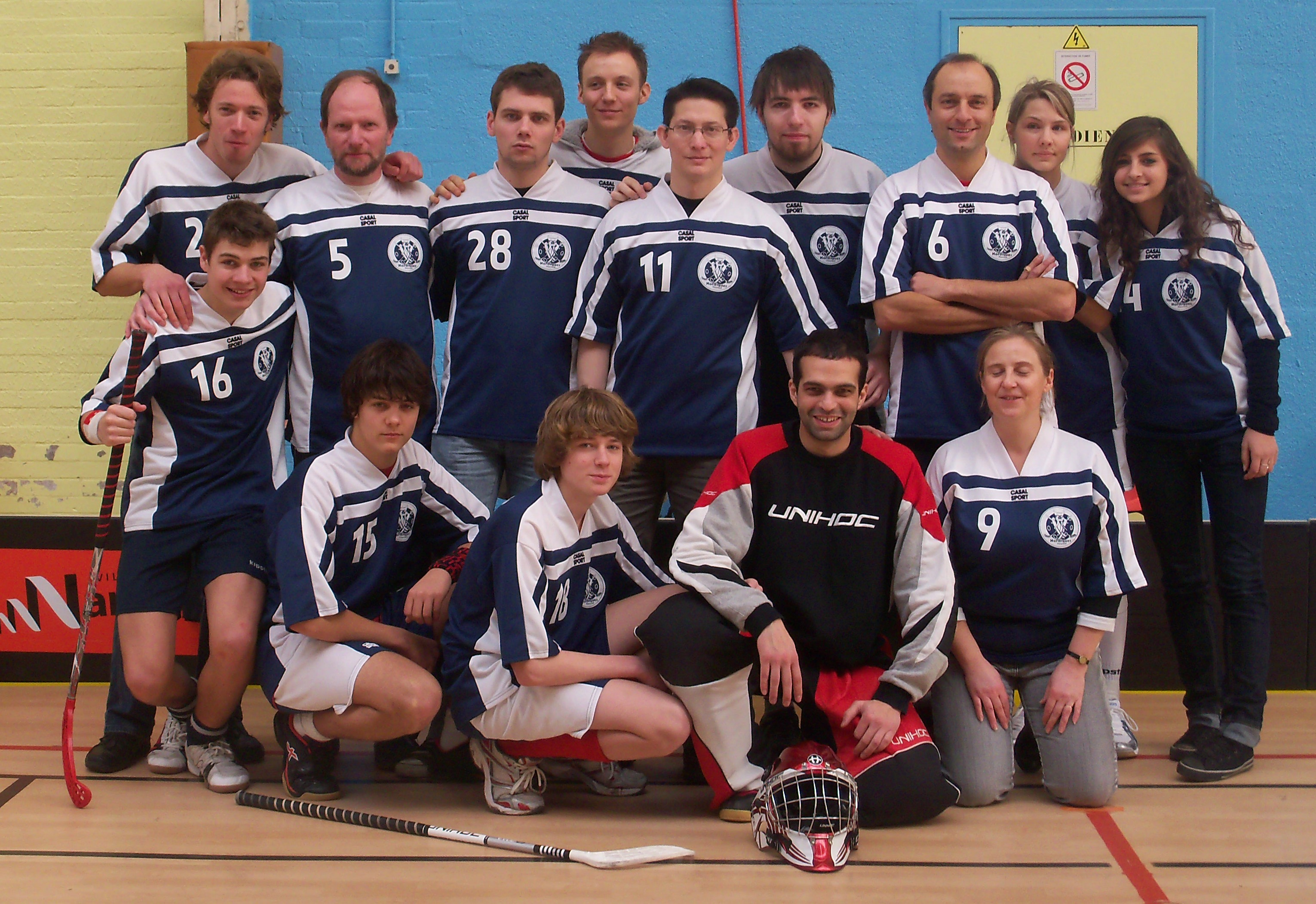
L'équipe des Nordiques Floorball Club à Caen en janvier 2010.

- Championnat de France de Floorball D2 :
  - 2010 : Champion

## Meilleurs gardiens
Voici le recensement de tous les gardiens du Nordiques Floorball Club depuis sa création.
Cependant, étant donné le très grand écart entre les différents gardiens du club au niveau du temps de jeu, il est difficile d'établir un classement équitable qui puisse se baser sur une moyenne.
| # |                   | Gardiens | Gardiens    | Gardiens  | Gardiens | Gardiens |
| # | Joueur            | MJ       | Min. jouées | Buts enc. | Moyenne  |          |
| - | ----------------- | -------- | ----------- | --------- | -------- | -------- |
| 1 | Arthur Beudaert   | 2        | 80          | 6         | 0.33     |          |
| 2 | Hakim Semaoun     | 22       | 960         | 47        | 2.14     |          |
| 3 | Baptiste Dejardin | 19       | 1140        | 53        | 2.79     |          |
| 4 | Tony Forsman      | 1        | 40          | 5         | 5        |          |
| 5 | Geoffrey Munoz    | 3        | 120         | 26        | 8.67     |          |

La moyenne de buts encaissés pour les gardiens est effectuée sur la base de leur temps jeu sur des matchs de 60 min (Moy. = Buts encaissé * 60 / Temps joués)

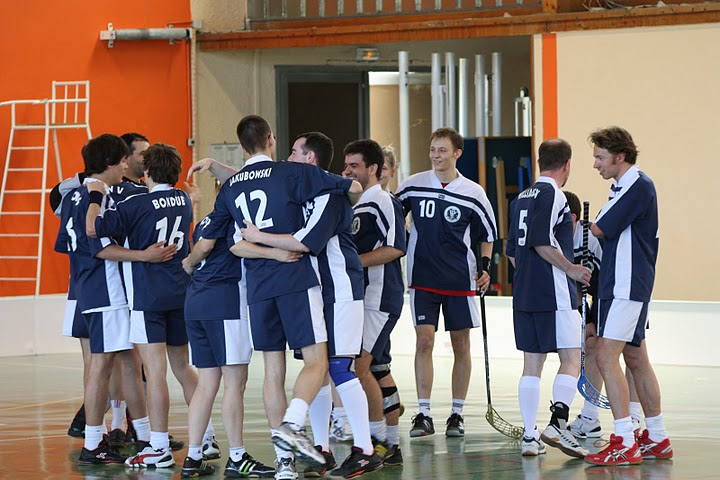
Les Nordiques à Lyon en avril 2010.

## Staff sportif

### Présidents
- 2020 - auj :  Hakim Semaoun
- 2009 - 2020 :  Stéphane Williamson
- 2004 - 2009 :  Éric Chevaucherie

#### Vice-Président
- 2020 - auj :  Mélody Wattrelos
- 2004 - 2020 :  Vincent Moyon

### Entraîneurs
- 2020 - auj :  Nicolas Cayzeele
- 2018 - 2020 :  Hakim Semaoun

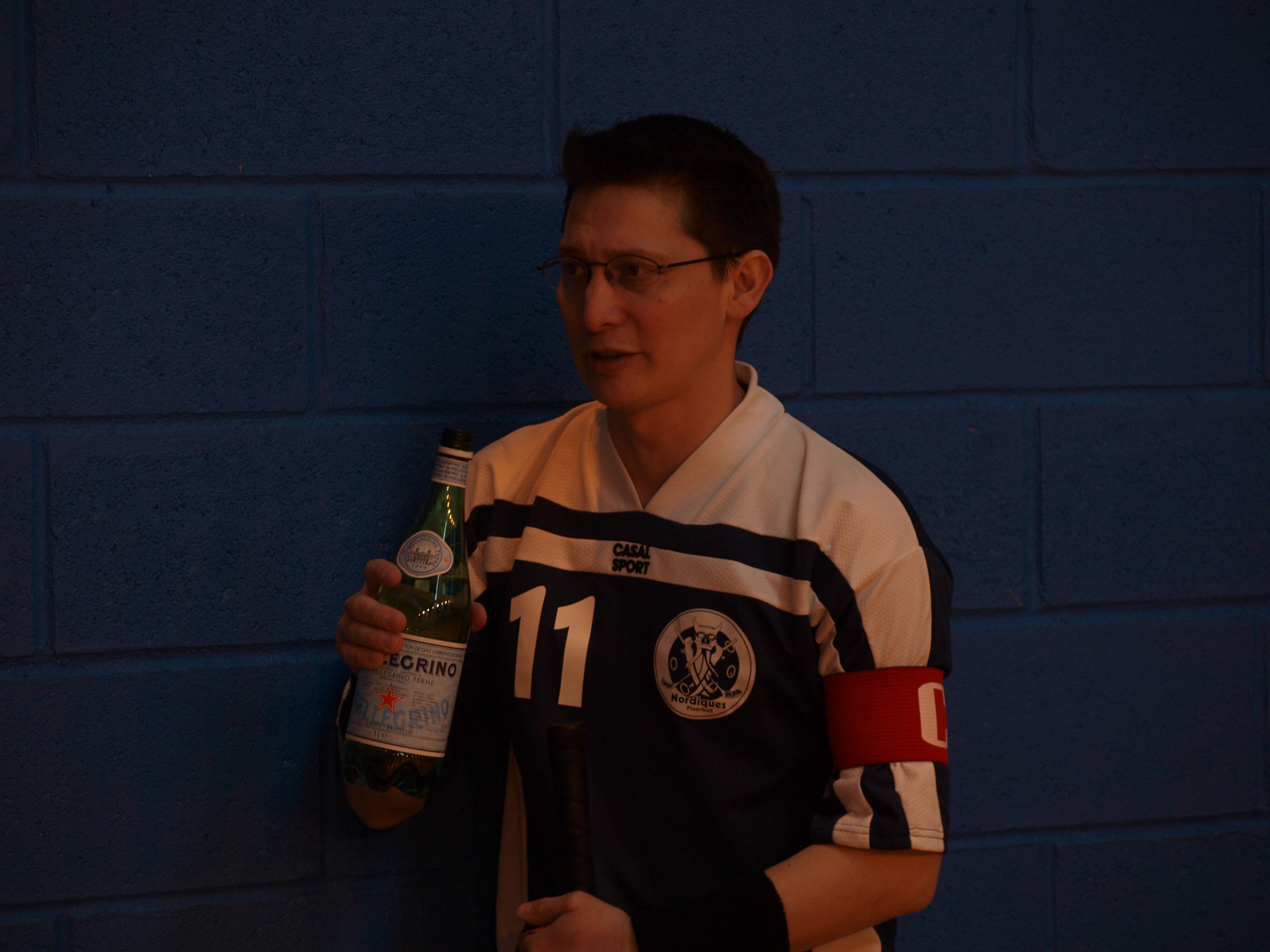
Tony Forsman, entraîneur et capitaine des Nordiques pour les saisons 2008-09 et 2009-10

- 2011 - 2018 :  Simon Moyon et Hakim Semaoun
- 2010 - 2011 :  Thibault Van Nedervelde
- 2009 - 2010 :  Tony Forsman et  Enrico Quaas
- 2004 - 2009 :  Éric Chevaucherie

### Capitaines
- 2015 - auj :  Sébastien Jakubovski
- 2013 - 2015 :  Benjamin Cazier
- 2012 - 2013 :  Yoann Sarels
- 2010 - 2012. :  Mathieu Villaret
- 2008 - 2010 :  Tony Forsman
- 2004 - 2009 :  Éric Chevaucherie

## Effectif NFC
L'histogramme présente ici l'évolution de l'effectif des licenciés du Nordiques Floorball Club depuis sa création en 2004 :
| 2004 |  | 9 |  |

| 2005 |  | 16 |  |

| 2006 |  | 23 |  |

| 2007 |  | 27 |  |

| 2008 |  | 28 |  |

| 2009 |  | 31 |  |

| 2010 |  | 33 |  |

| 2011 |  | 39 |  |

| 2012 |  | 42 |  |

| 2013(*) |  | 40 |  |

| 2014 |  | 51 |  |

| 2015 |  | 58 |  |

| 2016 |  | 66 |  |

| 2017 |  | 77 |  |

(*) Pas licences pour les jeunes cette année-là
Le Nordiques Floorball Club espère dépasser les 65 licenciés au printemps 2016.

### 2014 - 2015
Voici la liste des joueurs actuels des Nordiques concourant au championnat de France de Floorball D2 en cette saison 2014 - 2015, classés par poste.
 : Capitaine de l'équipe

### Section jeunes
Le Nordiques Floorball Club possède une section jeune depuis toujours. Elle y consacre d'ailleurs un créneau spécifique le samedi de 10h à 12h dans la salle de sport du collège Charles de Foucauld, 93 chaussée Watt à Tourcoing (entrée par la rue de Bondue).
Le vice-Président Vincent Moyon, responsable de la section jeune et également enseignant au Collège Charles de Foucauld  à Tourcoing est à l'origine de plusieurs projets visant à développer le floorball auprès des jeunes. Le partenariat entre le Collège Charles de Foucauld (directeur actuel: Aimé Kpodar), le Rugby Olympique Club de Tourcoing et le Nordiques Floorball Club en est l'illustration.
En 2013, l'équipe Nordiques juniors (U15) s'est engagée dans un embryon de championnat national. Elle a ainsi disputé 4 matches contre l'équipe jeune d'Amiens. En 2014/2015, 2 équipes (U13 et U16) ont été engagées dans la compétition qui regroupait Amiens, Rouen, Tourcoing et Wasquehal. Cette année encore, 2 équipes sont engagées.
De même, le challenge Dumortier (concours floorball et rugby)organisé par Bernard Masure, en sera au mois de juin 2016 à sa 7e édition. Les élèves de CM1 et CM2 de 6 écoles primaires de Tourcoing s'y affrontent sur la pelouse et dans la salle de sport du collège Charles de Foucauld.